# Суппо III
Суппо (Суппон) III (лат. Suppo III, лат. Suppone III; ум. около 878/879) — герцог Сполето (Суппо II) и граф Камерино (871—876), архиканцлер императора Людовика II.

## Биография
Суппо происходил из могущественной итальянской династии Суппонидов, однако его место в генеалогическом древе этого рода точно неизвестно. Его отцом, согласно акту, датированному июнем 872 года, был Марин.
Суппо III был близким родственником императрицы Ангельберги (ок. 830 — 896/901), жены короля Италии и императора Людовика II, что обеспечило ему высокое положение при императорском дворе, где он занимал пост архиканцлера и советника императора, а также был одним из самых могущественных магнатов Итальянского королевства.
В 871 году, после своего освобождения из 35-дневного заключения у князя Беневенто Адельхиза, император Людовик конфисковал Сполето у маркграфа Ламберта II, а Камерино у Ламберта Лысого и передал оба эти феода Суппо.
Когда в 875 году умер император Людовик, Суппо поддержал выбор новым королём Италии правителя Западно-Франкского королевства Карла II Лысого. Однако, несмотря на это, в 876 году Карл отобрал у него Сполето, вернув его Ламберту II.
Суппо умер в 878 или 879 году.

## Брак и дети
Имя жены Суппо неизвестно. В Europäische Stammtafeln она названа дочерью Унроша II, графа в Тернуа, однако никакими первичными источниками это не подтверждается. Вероятно, это предположение основано на ономастических данных. У Суппо известен один сын:
- Унрош (ум. после 12 мая 890)